# Сон безумной обезьяны
«Сон безумной обезьяны» (исп. El sueño del mono loco) — художественный фильм режиссёра Фернандо Труэба, экранизация романа Кристофера Франка.
Фильм получил 11 номинаций премии «Гойя», по шести из которых стал лауреатом.
Встречающиеся варианты перевода — «Извращённая одержимость», «Безумная мартышка».

## Сюжет
Сценарист и переводчик Даниэль Гиллис живёт и работает в Париже. Единственное его утешение — сын. Ради него он соглашается на одиозное предложение продюсера Жюльена Леграна написать сценарий к дебютному фильму молодого режиссёра Малкольма Грина. Решающим аргументом становится юная сестра Малкольма Дженни.

## В ролях
- Джефф Голдблюм — Даниэль (Дэн) Гиллис
- Миранда Ричардсон — Мэрилин
- Анемон — Марианна
- Даниэль Чеккальди — Жюльен Легран
- Декстер Флетчер — Малкольм Грин
- Лийза Уокер — Дженни Грин
- Джером Натали — Дэнни
- Асунсьон Балагер — Хуана
- Микки Себастьян
- Ариэль Домбаль — Мэрион Дерайн

## Награды и номинации
| Премия      | Категория                                       | Лауреаты и номинанты                        | Результаты |
| ----------- | ----------------------------------------------- | ------------------------------------------- | ---------- |
| «Гойя»-1990 | Премия «Гойя» за лучший фильм                   | Фернандо Труэба                             | Победа     |
| «Гойя»-1990 | Премия «Гойя» за лучшую режиссуру               | Фернандо Труэба                             | Победа     |
| «Гойя»-1990 | Премия «Гойя» за лучший адаптированный сценарий | Фернандо Труэба Мануэль Матхи Менно Мейес   | Победа     |
| «Гойя»-1990 | Премия «Гойя» за лучшую операторскую работу     | Хосе Луис Алькайне                          | Победа     |
| «Гойя»-1990 | Премия «Гойя» за лучший монтаж                  | Кармен Фриас                                | Победа     |
| «Гойя»-1990 | Премия «Гойя» за лучшую работу художника        | Пьер-Луи Тевен                              | Номинация  |
| «Гойя»-1990 | Премия «Гойя» за лучшую продюсерскую работу     | Хосе Лопес Родеро                           | Победа     |
| «Гойя»-1990 | Премия «Гойя» за лучший звук                    | Хеорхес Прат Пабло Бланко Эдуардо Фернандес | Номинация  |
| «Гойя»-1990 | Премия «Гойя» за лучшие спецэффекты             | Кристиан Боурки                             | Номинация  |
| «Гойя»-1990 | Премия «Гойя» за лучший грим                    | Хосе Антонио Санчес Пакита Нуньес           | Номинация  |
| «Гойя»-1990 | Премия «Гойя» за лучшую музыку                  | Антуан Дюамель                              | Номинация  |